# DA sau NU
DA sau NU este o emisiune de televiziune de tip concurs. Emisiunea este difuzată în mai multe țări, dar prima dată a fost difuzată în Olanda la data de 25 noiembrie 2000. Jocul a fost creat de Dick de Rijk.

## Țările în care se difuzează
| Anul         | Țară                       | Canal                  |
| ------------ | -------------------------- | ---------------------- |
| 2000-prezent | Țările de Jos              | RTL 4 TROS             |
| 2003-2013    | Australia                  | Seven Network          |
| 2005-prezent | Regatul Unit               | Channel 4              |
| 2005-2010    | Statele Unite ale Americii | NBC                    |
| 2006-2007    | Danemarca                  | TVR 2 (Denmark)        |
| 2006-2008    | Hong Kong                  | TVB Jade               |
| 2007-2008    | Singapore                  | MediaCorp TV Channel 5 |
| 2010-2019    | Republica Moldova          | PRIME                  |